# Buzura cerea
Buzura cerea là một loài bướm đêm trong họ Geometridae.